# تونی جفریس
تونی جفریس (انگلیسی: Tony Jeffries؛ زادهٔ ۲ مارس ۱۹۸۵) بوکسور اهل بریتانیا است.